# Herb gminy Żagań
Herb gminy Żagań – jeden z symboli gminy Żagań.

## Wygląd i symbolika
Herb przedstawia na tarczy dwudzielnej dzielonej w pas w polu górnym popiersie anioła z białymi skrzydłami i żółtą szatą na czerwonym tle, natomiast w polu dolnym zielonym białą wstęgę z lewą w skos. 